# Pseudozonitis labialis
Pseudozonitis labialis är en skalbaggsart som beskrevs av Enns 1956. Pseudozonitis labialis ingår i släktet Pseudozonitis och familjen oljebaggar. Inga underarter finns listade i Catalogue of Life.